# Отмар Зуйтнер

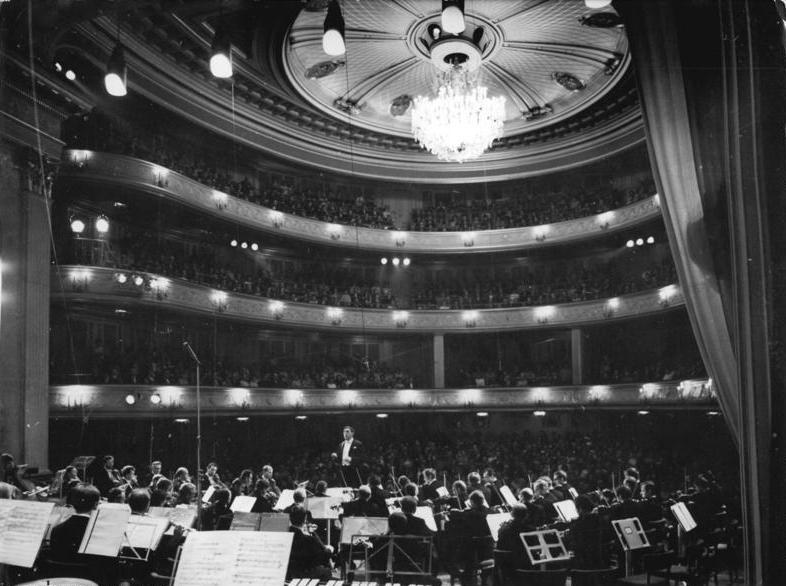
Отмар Зуйтнер і Берлінська державна капела, 1970 рік

Отмар Зуйтнер (нім. Otmar Suitner; нар. 16 травня 1922, Інсбрук — пом. 8 січня 2010, Берлін) — австрійський диригент.

## Біографія
Отмар Зуйтнер навчався в консерваторії в Інсбруку як піаніст, потім в 1940—1942 роках — в Моцартеумі по класу фортепіано у  Франца Ледвінка і по класу диригування у  Клеменса Крауса. Впродовж 1940-х років концертував як піаніст, а також у 1944 році диригував в Ісбрукському театрі оперою Джузеппе Верді «Ріголетто».
З 1952 року виступав майже виключно як диригент. В 1952—1957 роках працював музичним директором в Ремшайді, в 1957—1960 роках — керівником Філармонічного оркестру землі Рейнланд-Пфальц, з яким супроводжував, зокрема, виступи Марії Каллас.
Надалі протягом багатьох років Зуйтнер працював в НДР: в 1960—1964 роках він очолював Дрезденську державну капелу. В 1964—1971 та 1974—1991 роках був керівником Німецької державної опери у Східному Берліні.  У 1963 році отримав Державну премію НДР. У 1994 році Зуйтнер в останній раз диригував оркестром в Гетеборзі.

## Репертуар
Зуйтнер вважається фахівцем з творчості Ріхарда Вагнера та Ріхарда Штрауса. В багатій колекції його записів також представлені твори Моцарта, Бетховена, Дворжака (всі симфонії),  Шуберта,  Шумана і багатьох інших, зроблені переважно з оркестрами Дрездена та Берліна, а також з японськими й американськими колективами.

## Родина
Дружина Зуйтнера Маріта жила з ним в Східному Берліні, а в Західному Берліні Зуйтнер протягом багатьох років проводив вихідні дні з театрознавцем Ренатою Хайцман, з якою познайомився в 1965 році на Байройтському фестивалі. Їх син, Ігор Хайцман (нім. Igor Heitzmann, нар. 1971), зняв у 2007 році повнометражний документальний фільм «До музики», присвячений батькові.

## Фільми
- «До музики» (нім. Nach der Musik. Otmar Suitner, 2007). Режисер: Ігор Хайцман[4].